# Saintpaulia
Saintpaulia és un gènere amb 18 espècies de plantes pertanyent a la família Gesneriaceae.
Són nadiues de Tanzània i sud-est de Kenya i a l'est de l'Àfrica tropical, amb una concentració d'espècies a les muntanyes Nguru i Uluguru de Tanzània. El gènere està estretament relacionat amb Streptocarpus, segons els últims estudis filogenètics; la qual cosa suggereix que ha evolucionat directament des del subgènere Streptocarpella. El nom comú es va donar a causa d'una semblança superficial amb la vertadera violeta (viola, de la família Violaceae).
El gènere porta el nom del baró Walter von Saint Paul-Illaire (1860-1910), el comissionat del districte de la província de Tanga que "va descobrir" la planta a Tanganyika, a l'Àfrica, al 1892, i n'envià les llavors al seu pare, un aficionat botànic d'Alemanya. Dos entusiastes de la planta britànica, sir John Kirk i el reverend Nos Taylor, n'havien recollit i presentat els espècimens a la Royal Botanic Gardens Kew el 1884 i el 1887, respectivament, però la qualitat de les mostres era insuficient per permetre la descripció científica en aquell moment. El gènere Saintpaulia, original i l'espècie S. ionantha, van ser descrits científicament per J. C. Wendland el 1893.